# Bróker tervminta
A bróker minta elosztott programok szerkezeti programtervezési mintája, ha függetlenített komponensek távoli eljáráshívással kommunikálnak. A bróker a kommunikáció koordinálását végzi, mint a kérések továbbítása, az eredmények és a kivételek közvetítése.

## Kontextus
- A rendszer több, távoli komponensből áll, amelyek szinkron vagy aszinkron kommunikációt végeznek.
- Heterogén környezet.

## Problémák
- Rugalmas, megbízható, fenntartható és megváltoztatható alkalmazásra van szükség.
- A skálázhatóság korlátozott.
- A szokásos hálózati bonyodalmak, mint egyes összetevők kiesése, biztonsági problémák.
- Különbségek hardverben, operációs rendszerben, protokollokban.

## Megoldás
Elkülönítjük a rendszerkommunikációt a fő alkalmazási működéstől egy bróker által, ami elkülöníti a kommunikációhoz kapcsolódó problémákat.

## Fordítás
Ez a szócikk részben vagy egészben  a   Broker pattern című angol Wikipédia-szócikk fordításán alapul.  Az eredeti cikk szerkesztőit annak laptörténete sorolja fel. Ez a jelzés csupán a megfogalmazás eredetét és a szerzői jogokat jelzi, nem szolgál a cikkben szereplő információk forrásmegjelöléseként.